# Britská fotbalová reprezentace
Britská fotbalová reprezentace reprezentuje Anglii, Skotsko, Wales a Severní Irsko (hráči mají na výběr, zda reprezentovat Irsko či Británii) na Letních olympijských hrách a v přátelských zápasech, Challenge Kentish Cupu a univerziádě.
Nejvyšší porážku utrpěli proti Evropě XI (1:4), tu předtím porazili 6:1. 

## Statistiky
- 1× výhra (proti Evropě)
- 1× remíza (s Francií)
- 2× prohra (s Evropou)